# كريسكوجراف

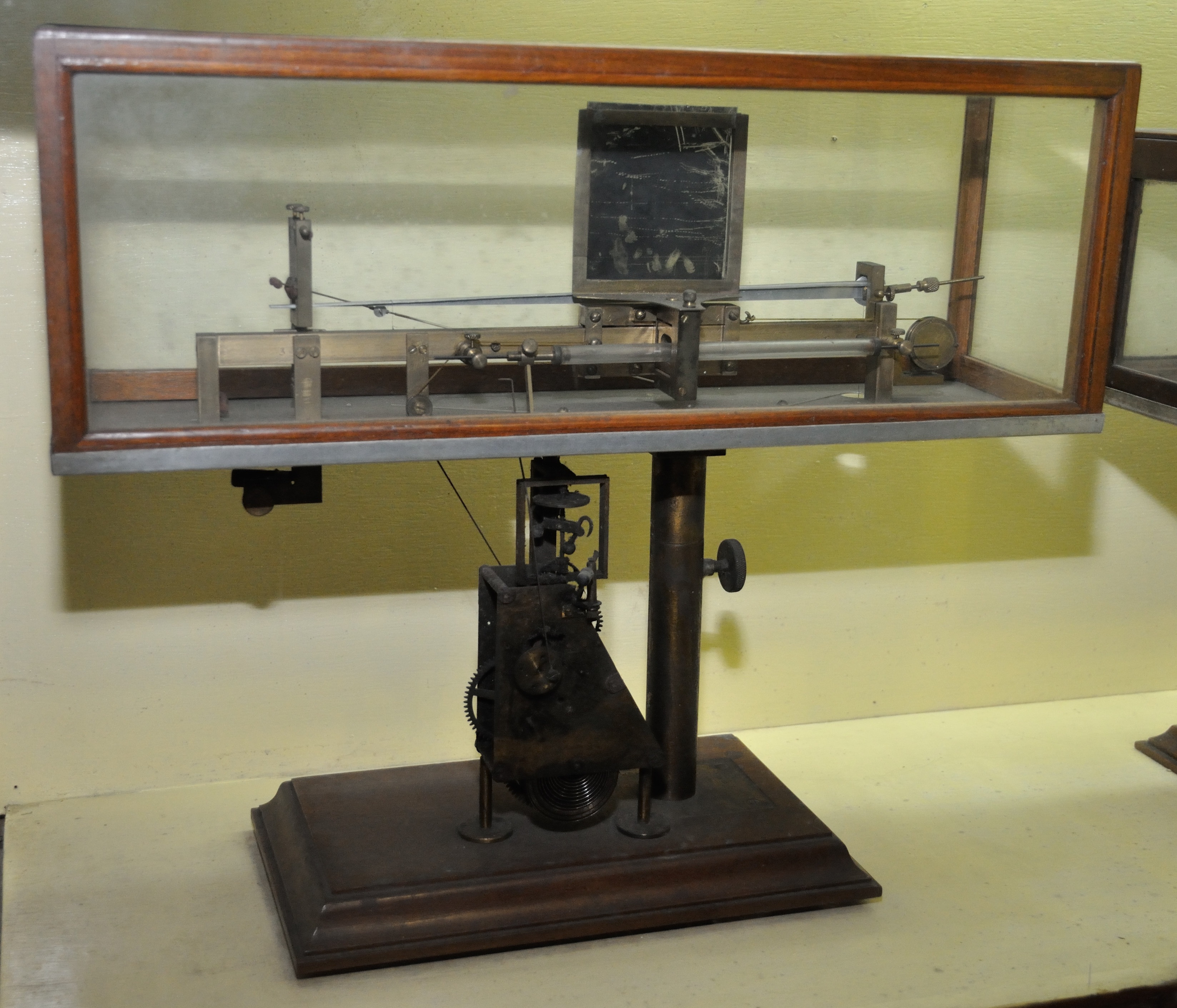
كريسكوجراف، معهد بوس، مدينة كلكتا

كريسكوجراف هو جهاز لقياس نمو النباتات. اختُرعه في أوائل القرن العشرين السيد جاجاديش تشاندرا بوس J. C. Bose وهو فيزيائي وعالم بيولوجي ونبات وآثار هندي واسع المعرفة.
يستخدم جهاز بوس كريسكوجراف سلسلة من التروس المنتظمة ولوح من الزجاج المعالج بالتعريض للدخان لتسجيل حركة طرف النبات (أو جذوره) بصور مكبرة تصل إلى 10000. وتُرسم هذه العلامات على اللوح بفترات تصل إلى بضع ثوانٍ لإظهار كيفية اختلاف معدل النمو تحت تأثير المحفزات المتفاوتة. أجرى بوس تجاربه بمصاحبة درجات الحرارة والمواد الكيميائية والغازات والكهرباء.
وقد صُمم جهاز كريسكوجراف الإلكتروني الحديث الذي استوحاه بوس 
وأُنشئ بواسطة راندل فونتس لقياس حركة النبات في معهد ستانفورد للأبحاث من أجل (مشروع معهد ستانفور للأبحاث رقم 3194 (مهمة رقم 3) في نوفمبر 1975) التي توجت بتقرير “مستشعر عضوي حيوي”  بواسطة إتش إي باثوف وراندل فونتس.
جهاز الكريسكوجراف الإلكتروني كاشف حركة النباتات لديه القدرة على كشف قياسات بحجم صغير بمقدار 1/1000000 من البوصة. ومع ذلك فإن نطاق تشغيله الطبيعي يتراوح من 1/1000 إلى 1/10000 من البوصة. والعنصر الذي يقيس الحركة بالفعل هو المحوِّل التفاضلي. ويكون قلبه المتحرك عالقًا بين نقطتين. ويستخدم الميكروميتر لضبط ومعايرة النظام. ويمكن أن يسجل نمو النبات ويعظم الحركات الصغيرة بصورة مكبرة بمقدار 10000000 مرة.